# Junge Frau im Bett
Junge Frau im Bett oder Sara erwartet Tobias ist ein Ölgemälde des niederländischen Malers Rembrandt van Rijn aus dem Jahr 1647, das möglicherweise Sara in Erwartung ihres Ehemanns Tobias zeigt, eine Szene aus dem apokryphen Buch Tobit des Alten Testaments. Das Gemälde ist im Hochformat auf Leinwand ausgeführt und scheint mit Rembrandts Gemälde Danaë in der Sankt Petersburger Eremitage in Verbindung zu stehen.
Das Gemälde war bis 1932 auf einer hölzernen Unterlage aus Eichenholz befestigt, deren Zusammensetzung und Form auf eine Verwendung als Tür eines Möbelstücks schließen lassen. Dabei dürfte es sich um einen der im 16. Jahrhundert üblichen Alkoven gehandelt haben.

## Beschreibung

### Darstellung
Das Gemälde zeigt die lebensgroße Halbfigur einer jungen Frau im Bett, die sich ein wenig aufgerichtet hat und mit dem linken Arm einen roten, goldfarben gemusterten Vorhang zur Seite schiebt. Ihr Haar ist hinten zusammengesteckt und mit einer silbernen Netzhaube bedeckt, von der eine mit Steinen besetzte Spange herabhängt. Am rechten Ohr trägt sie einen goldenen Ohrring. Sie ist mit einem weißen Hemd bekleidet, das die linke Brust und Schulter bedeckt und die rechte Schulter frei lässt.
Der rote Vorhang hängt von der Mitte des Oberrands schräg herunter und nimmt den rechten Bildrand auf voller Höhe ein. Das Bettzeug ist weiß und seitlich mit Ornamenten gemustert. Der Hintergrund ist in warmen Brauntönen gehalten, über dem Kopfende des Bettes scheinen Wandteppiche angebracht zu sein. Das Licht fällt von links oben ein, so dass die rechte Schulter der Frau angeleuchtet wird, und der größte Teil des Gesichts und der linken Körperseite im Schatten liegt.

### Signatur

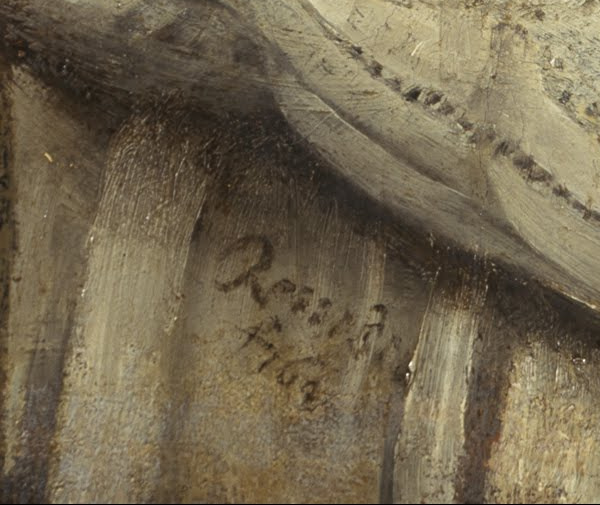
Detail: Signatur

In der linken unteren Ecke ist die unvollständige Signatur Rembra angebracht, darunter f 164, mit einer unleserlichen Jahresziffer. Dieser Bereich des Gemäldes ist stark durch den Abrieb von Farbe und Grundierung beeinträchtigt. Dennoch war es offenbar die Absicht Rembrandts, seine Signatur als Trompe-l’œil zum Teil der Darstellung zu machen. Sein Namenszug ist mit dunkelbrauner Farbe so auf das Bettlaken aufgemalt, dass die letzten Buchstaben in einer Falte des Bettbezugs zu verschwinden scheinen. Die Signatur und die Jahreszahl lassen sich wegen ihrer starken Beschädigung nicht durch eine wissenschaftliche Untersuchung als echt oder falsch qualifizieren. Sie werden dennoch allgemein als authentisch anerkannt.

### Technische Untersuchung
Das Gemälde hat das Format 81,2 cm × 67,9 cm und ist mit Ölfarbe auf Leinwand gemalt. Die Leinwand besteht aus zwei Stücken von verschiedenen Leinwandrollen. Am rechten Rand ist ein etwa acht bis zehn Zentimeter breiter Streifen angenäht, der unten etwa zwei Zentimeter breiter als oben ist. Die Naht folgt ungefähr der rechten Falte des abgebildeten Vorhangs. Die Struktur des Gewebes weist darauf hin, dass die Leinwandstücke vor ihrer Verwendung für dieses Gemälde bereits aufgespannt und grundiert wurden. An beiden Seiten befinden sich Reihen von Löchern, bei denen es sich eher um Nagellöcher als um die früher zum Spannen von Leinwänden angebrachten Fadenlöcher handelt. Die auffallende Größe zumindest einiger der Löcher könnte durch rostende Nägel bedingt sein, mit denen die Leinwand früher auf einer Holzunterlage befestigt war.
Bis 1932 war die Leinwand auf einer Holzunterlage aufgeleimt. Röntgenaufnahmen des Gemäldes lassen Rückschlüsse auf die Konstruktion dieser Holztafel zu. Es war eine aus mehreren Brettern unterschiedlicher Breite zusammengesetzte Tafel. Die Bretter hatten von links nach rechts Breiten von 20 ½, 12, 10, 9 und 18 Zentimeter, zwischen ihnen befanden sich Lücken unterschiedlicher Breite. Dabei besteht die Möglichkeit, dass zwei oder mehr Bretter ursprünglich zusammengehörten, im Laufe der Zeit einrissen, und schließlich voneinander getrennt wurden. Die obere Rundung wurde durch ein entsprechend geformtes quer liegendes Brett gebildet und erstreckte sich bis über die äußeren Ecken der seitlichen Bretter. Eine solche Konstruktion ist für ein Tafelbild sehr ungewöhnlich. Eine plausible Erklärung ist, dass die Unterlage die Tür eines Möbelstücks war, die von vornherein Risse und Spalten aufwies. Die Leinwand musste angenagelt oder aufgeklebt werden, um für die Bemalung einen durchgehenden, ebenen Untergrund zu schaffen.

## Kunsthistorische Einordnung

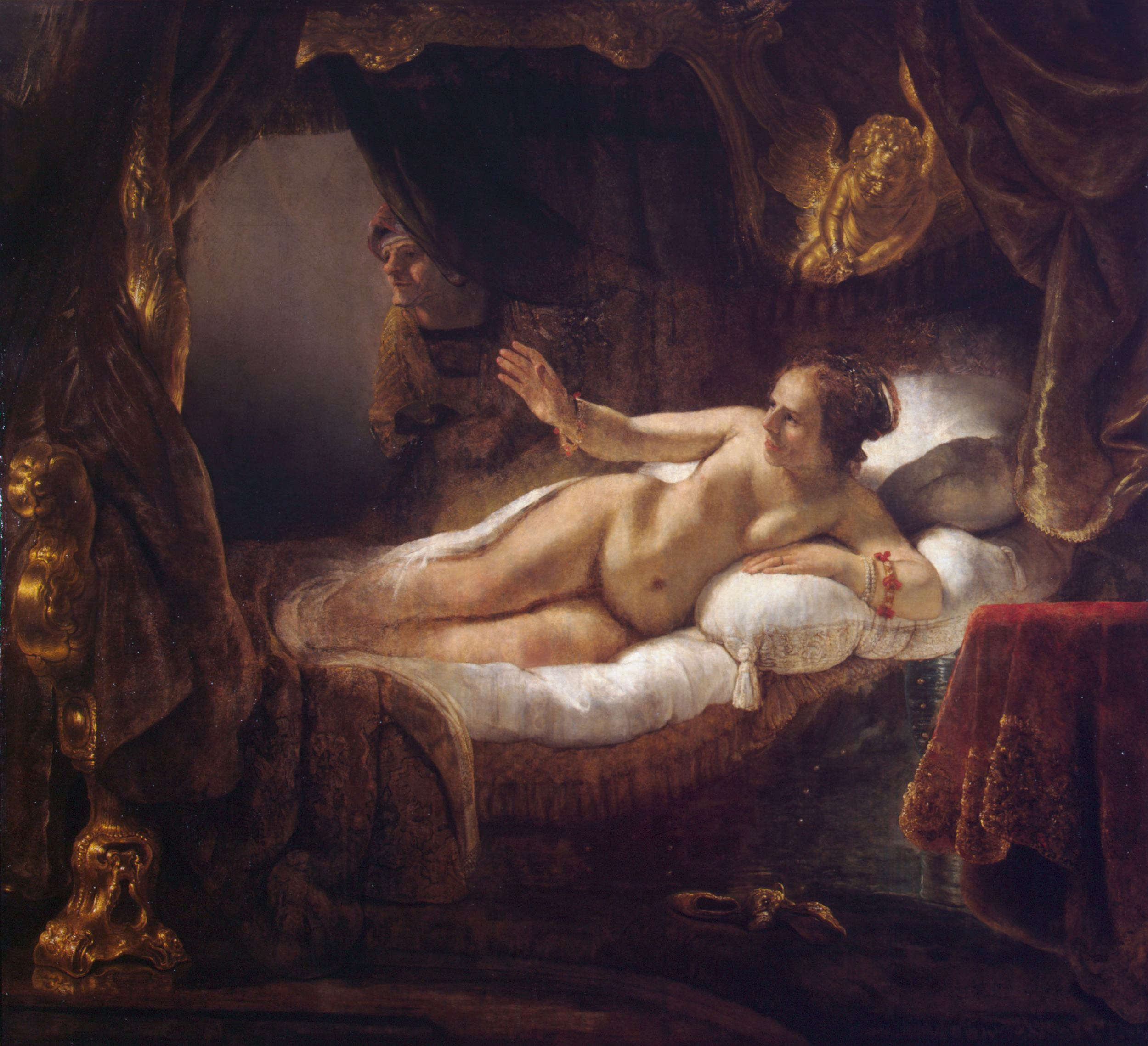
Danaë, 1636 und ca. 1643, Eremitage, Sankt Petersburg

### Datierung
Die Datierung der Jungen Frau im Bett weist bis heute Probleme auf. Bis zur Restaurierung im Jahr 1929 wurde das Jahrzehnt der Signatur als 5 gelesen und nach der Reinigung des Bildes auf 4 korrigiert. Die Datierung auf 1657 führte zur Identifizierung des Modells mit Hendrickje Stoffels, die heute nicht mehr aufrechterhalten wird.
Die Junge Frau im Bett scheint in einer nicht sicher zu bestimmenden Weise mit Rembrandts Danaë in der Sankt Petersburger Eremitage in Verbindung zu stehen. Rembrandt hatte dieses Gemälde bereits 1636 vollendet, aber 1643 oder kurz davor die Figur der Danaë übermalt. Die stilistischen Merkmale der Danaë und der Jungen Frau im Bett deuten darauf hin, dass die Überarbeitung der Danaë zuletzt erfolgte. Damit ist die Junge Frau im Bett auf 1641 bis spätestens 1643 zu datieren.

### Frühe Deutungen
Bis weit in das 20. Jahrhundert war die Rembrandt-Forschung bemüht, die Porträts und dargestellten Figuren Rembrandts in einen Bezug zu seiner Biografie zu bringen. Auch die Junge Frau im Bett wurde über Generationen mit einer der Frauen Rembrandts identifiziert. Cornelis Hofstede de Groot gab an, dass sie die Gesichtszüge von Hendrickje Stoffels aufweise. Da die letzte Ziffer der Datierung unleserlich ist, wurden auch Saskia van Uylenburgh und Geertje Dircx als porträtierte Person in Erwägung gezogen. Später wurde klar, dass ohne eine sichere Datierung keine Identifizierung der dargestellten Frau möglich ist. Zudem wurde die Frage aufgeworfen, ob es tatsächlich das Porträt einer realen Person ist. Es ist unvorstellbar, dass Rembrandt eine der Frauen aus seinem Haushalt als Akt gemalt hat, so dass sie von Kunden auf dem Gemälde zu identifizieren gewesen wäre. Daher wird das Bild heute nur noch Junge Frau im Bett genannt.

### Das Buch Tobit

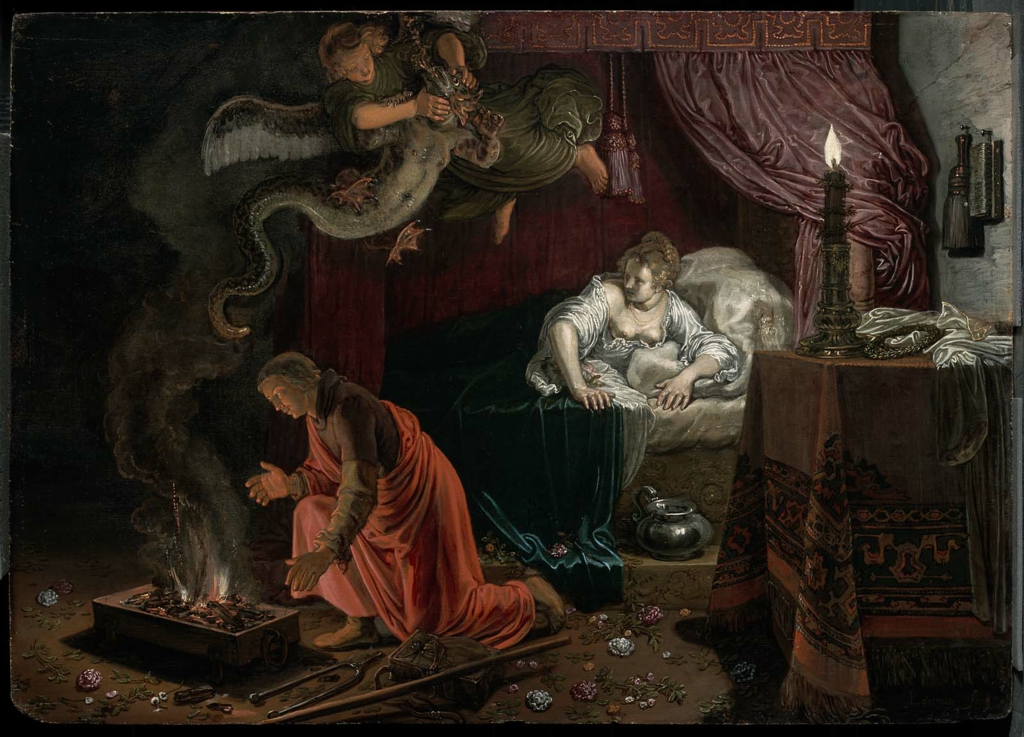
Hochzeitsnacht von Tobias und Sara, Pieter Lastman, 1611, Museum of Fine Arts, Boston

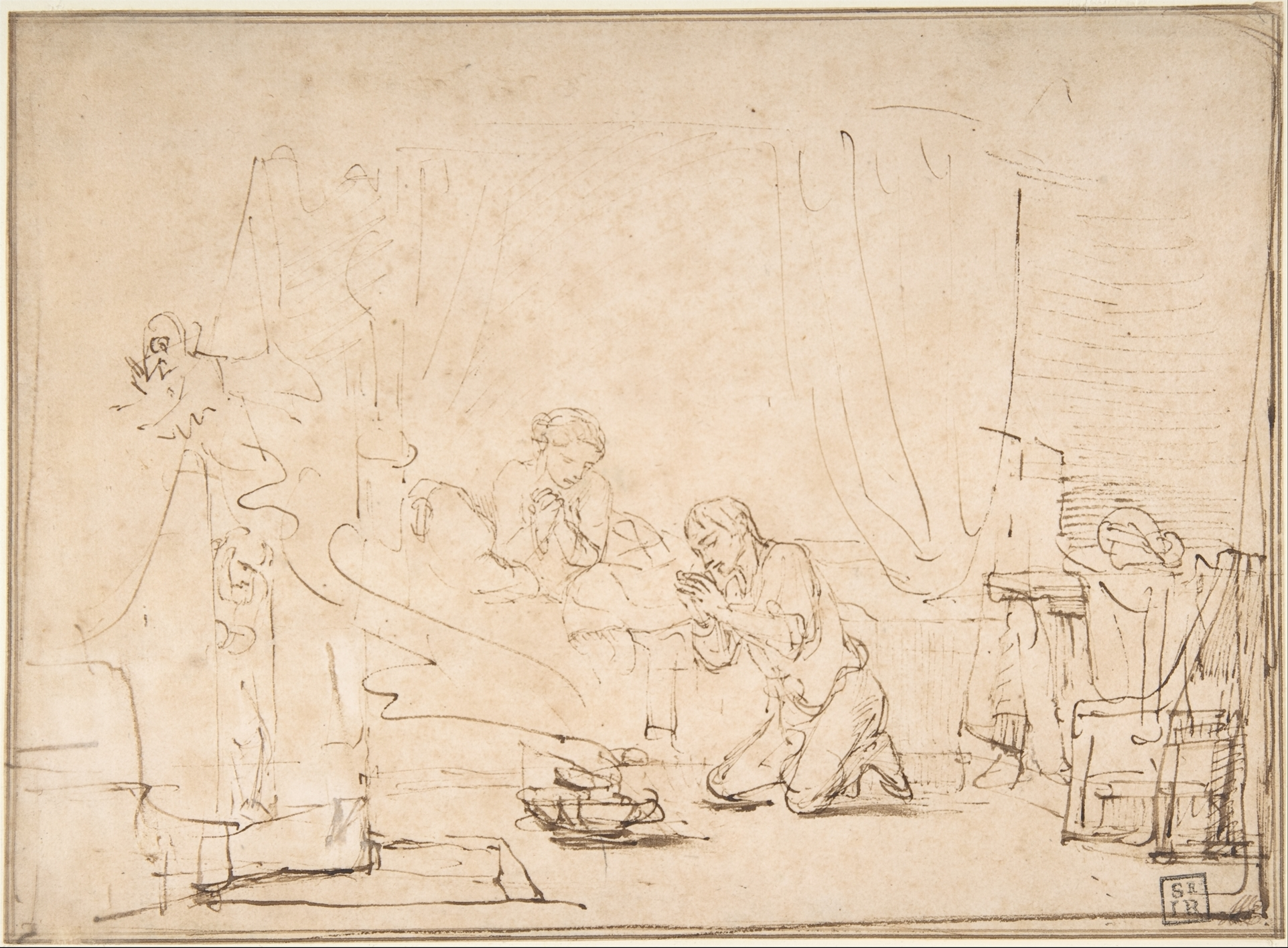
Die Hochzeitsnacht von Tobias und Sara, Rembrandt, 1640er Jahre, Bleistift und braune Tinte auf Papier, Metropolitan Museum of Art, New York

Das Buch Tobit gehört zu den apokryphen Schriften des Alten Testaments. In ihm erzählt Tobit die Geschichte seines Lebens. Eine der Hauptpersonen ist Sara, deren sieben bisherige Ehemänner in der Hochzeitsnacht von dem Dämonen Asmodäus getötet wurden. Verzweifelt bittet Sara Gott im Gebet um Erbarmen (Tob 3,10–17 ). Tobias, der Sohn des blinden Tobit, wird auf einer Reise vom Erzengel Raphael begleitet, der die Begegnung mit Sara herbeiführt und Tobias einen Räucherzauber gegen den Dämonen und ein Heilmittel für den blinden Vater verrät. Vor der Hochzeitsnacht mit Sara bringt Tobias ein Rauchopfer aus der Leber und dem Herz eines Fisches dar, wie es ihm Raphael gesagt hatte. Dadurch wird Asmodäus abgewehrt und kann von Raphael gefesselt werden (Tob 5–8 ).
Das Buch Tobit war in den Niederlanden des 17. Jahrhunderts bei Katholiken und Protestanten wegen seines moralisierenden Inhalts außerordentlich beliebt und Thema zahlreicher Gemälde und Drucke. Auch Rembrandt hat Szenen aus dem Buch immer wieder auf Gemälden, Radierungen und Zeichnungen dargestellt.
Der deutsche Kunsthistoriker Christian Tümpel schlug 1967 eine Deutung des Gemäldes als Szene aus dem Buch Tobit vor. Seine Einschätzung gründet auf einem Gemälde von Pieter Lastman, einem der Lehrer Rembrandts, aus dem Jahr 1611. Darauf ist eine Frau in derselben Pose wie auf Rembrandts Gemälde dargestellt, zusammen mit Tobit beim Rauchopfer und dem Erzengel Raphael im Kampf mit dem Dämonen. Die Haltung Saras ist bemerkenswert, weil Lastman sich mit seinem Gemälde von der üblichen Darstellungsweise abwendet. Meist wurde Sara im Gebet dargestellt. Dass Lastman das Rauchopfer Tobias’ und den Kampf Raphaels mit dem Dämonen in den Vordergrund stellt, ist eine Wiederannäherung an den Text der Bibel.
Ob es sich bei Rembrandts Gemälde um dieselbe Szene handelt, geht aus der Darstellung nicht hervor. Die Erklärung erscheint jedoch plausibel, zumal Rembrandt immer wieder einzelne Figuren oder kleine Figurengruppen aus komplexen historischen Zusammenhängen herausgelöst abgebildet hat. Diese von Tümpel auch als „Herauslösung“ bezeichnete Form der Darstellung sollte den Gehalt einer Szene gegenüber den traditionellen Darstellungen intensivieren oder die Beziehung zweier Personen zueinander hervorheben. Weitere Beispiele solcher Herauslösungen bei Rembrandt sind Der aussätzige König Uzziah, um 1639 gemalt, und Moses mit den Gesetzestafeln von 1659. Allgemein sind solche Herauslösungen die Form der Andachtsbildchen des Spätmittelalters und der Renaissance, auf denen Heilige außerhalb des Kontexts der biblischen Erzählung als Porträts oder Brustbilder abgebildet werden.
Das Motiv der Hochzeitsnacht von Tobias und Sara wurde von Rembrandt auch in einer auf die 1640er Jahre datierten Zeichnung aufgegriffen, die sich heute im New Yorker Metropolitan Museum of Art befindet. Dort folgte er der traditionellen Ikonographie mit der betenden Sara. Das Gemälde Rembrandts zeigt hingegen den Augenblick, in dem Tobias mit dem Rauchopfer zur Abwehr des Dämonen beschäftigt ist und Sara ihn in ihrem Bett erwartet. Folglich lautet der Titel des Gemäldes dann Sara erwartet Tobias oder Sara, Tobias erwartend. Da Tümpels Deutung sich weitgehend auf ein einziges Gemälde Lastmans stützt, fand er in der Fachwelt nur zögernd Zuspruch.

Das Buch Tobit im Werk Rembrandts
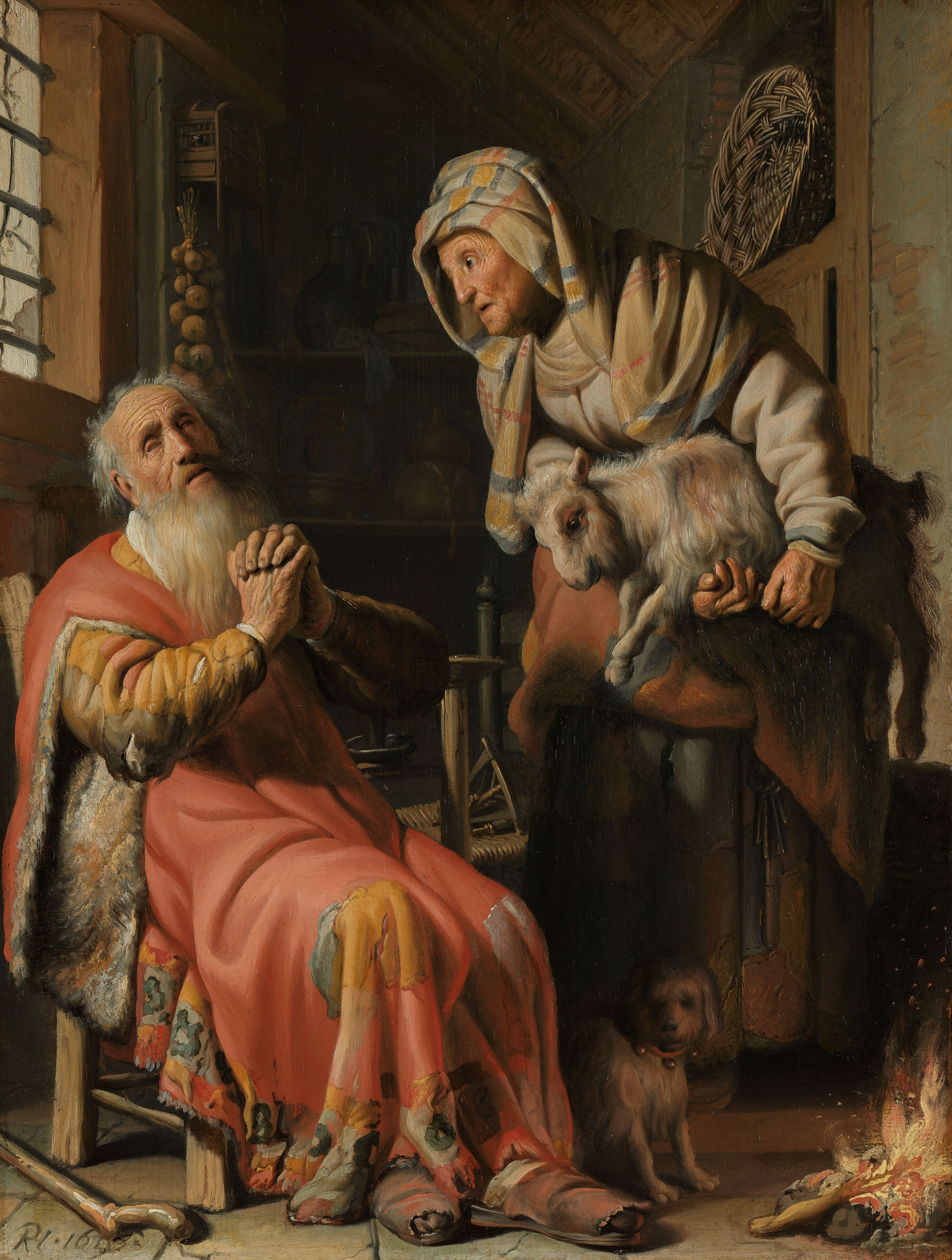
Tobias verdächtigt seine Frau des Diebstahls, 1626, Öl auf Eichenholz, Rijksmuseum Amsterdam
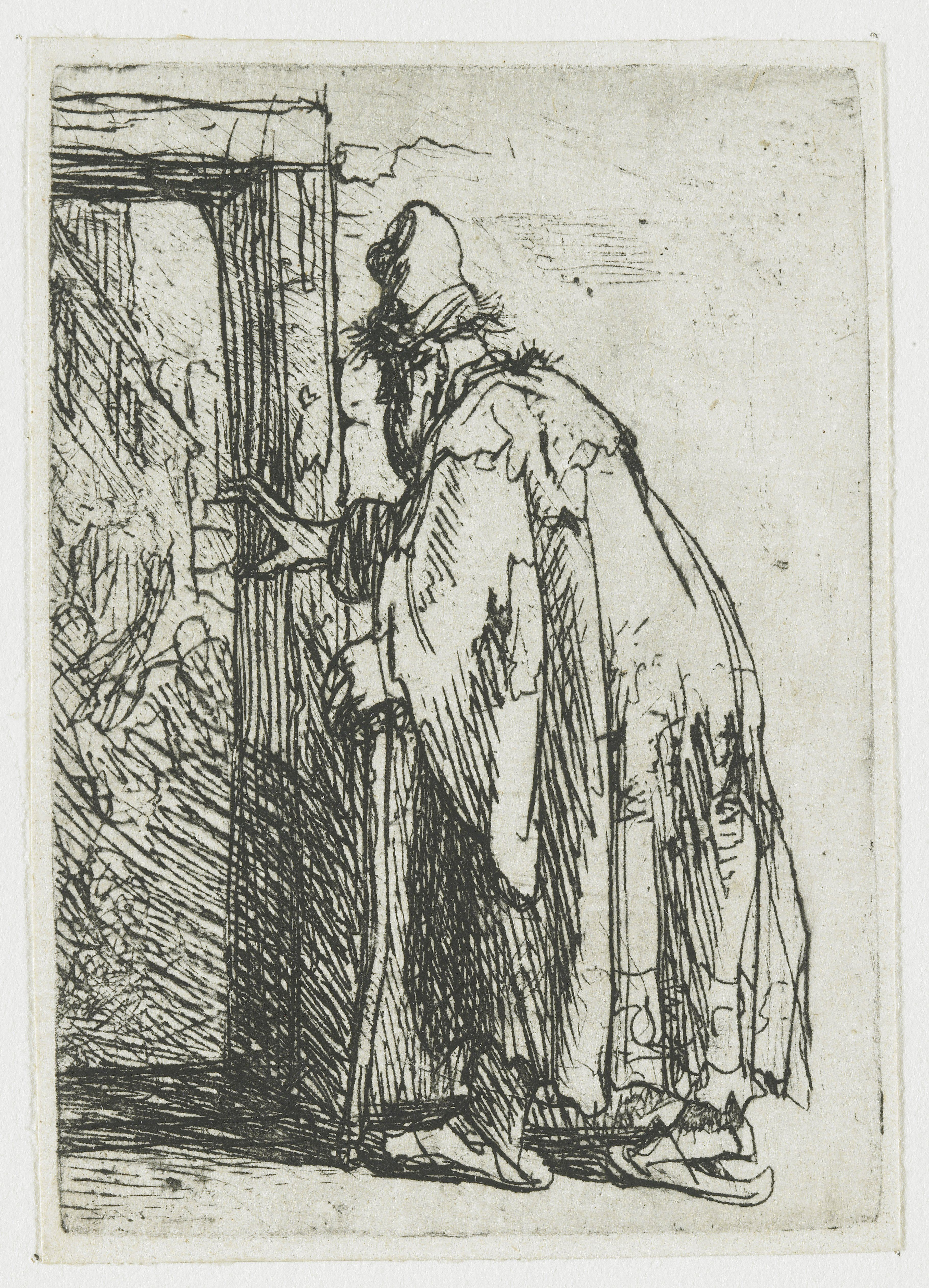
Die Blindheit des Tobias: eine Skizze, ca. 1629, Radierung
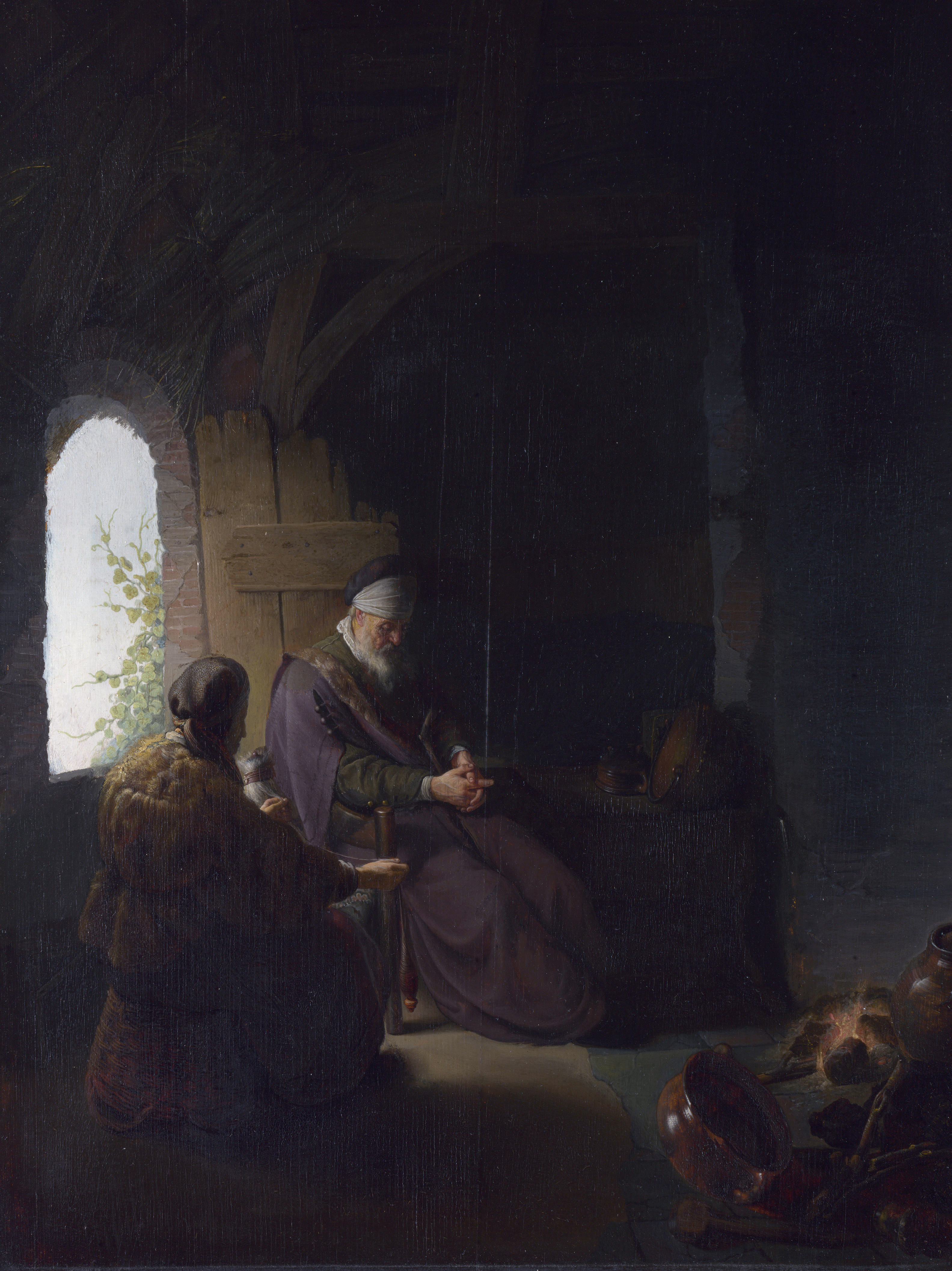
Tobit und Anna, ca. 1630, Öl auf Holz, National Gallery, London
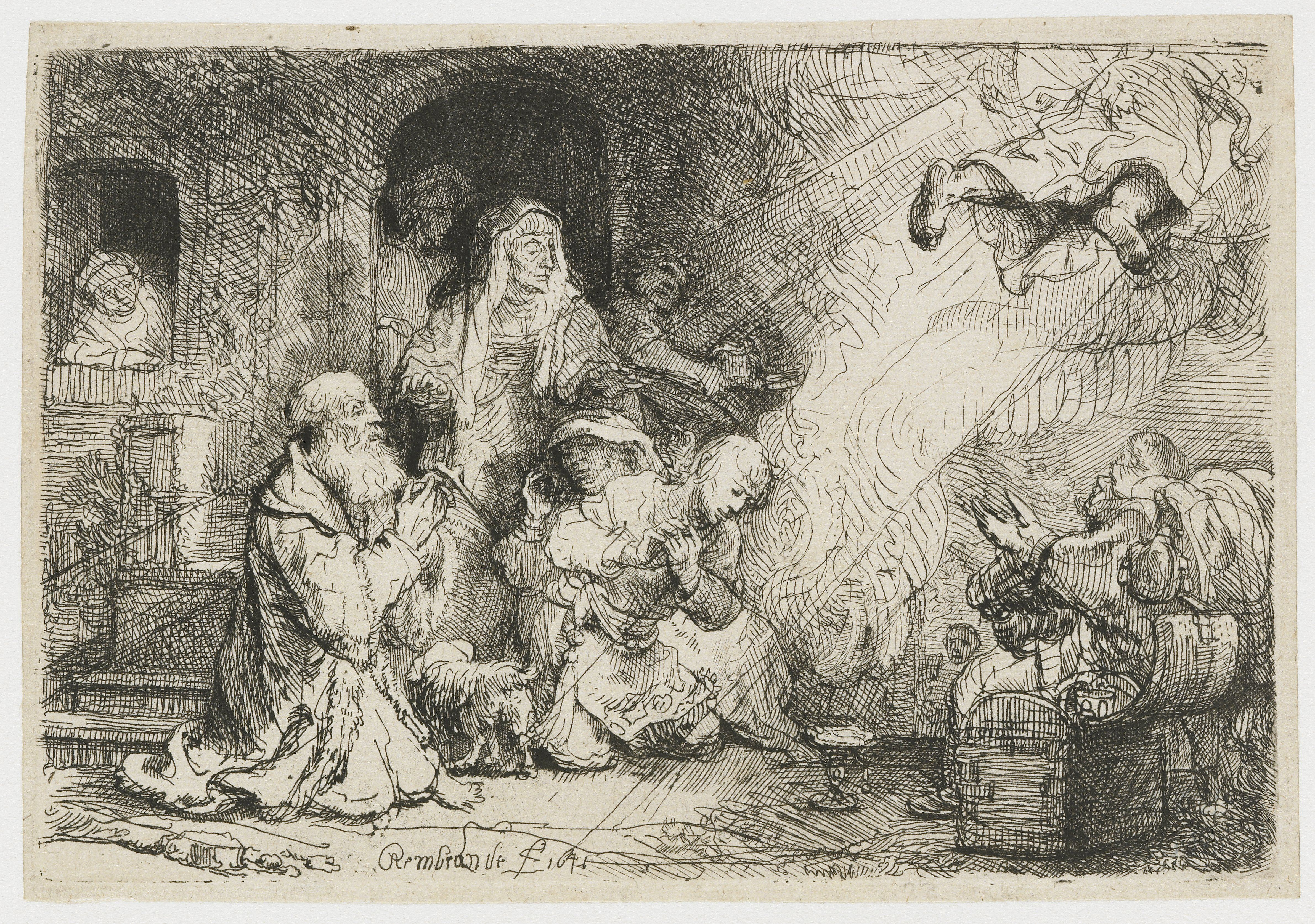
Der Engel verlässt die Familie Tobits, 1641, Radierung und Kaltnadel
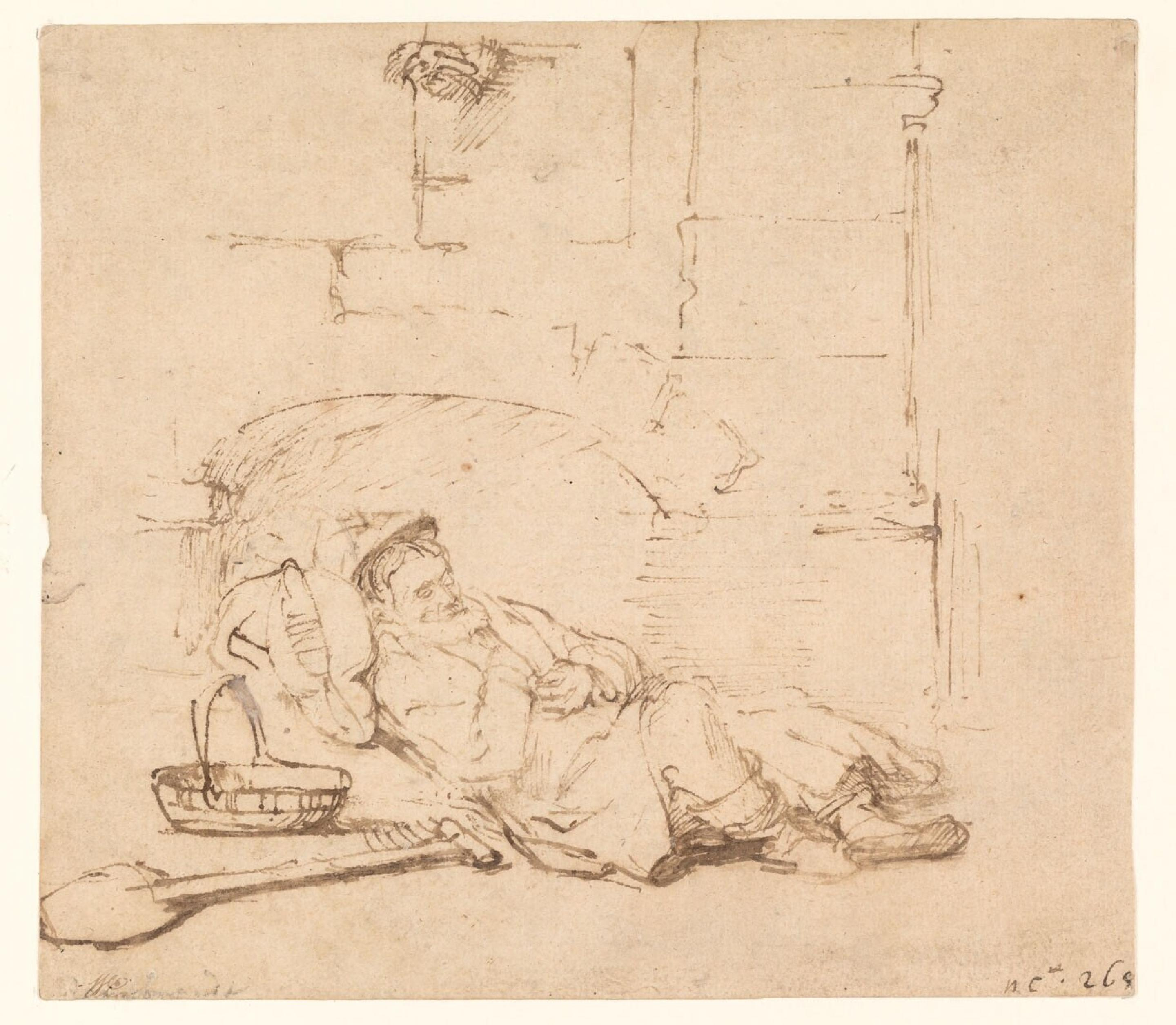
Der schlafende Tobias, Zeichnung, Museum Boijmans Van Beuningen, Rotterdam
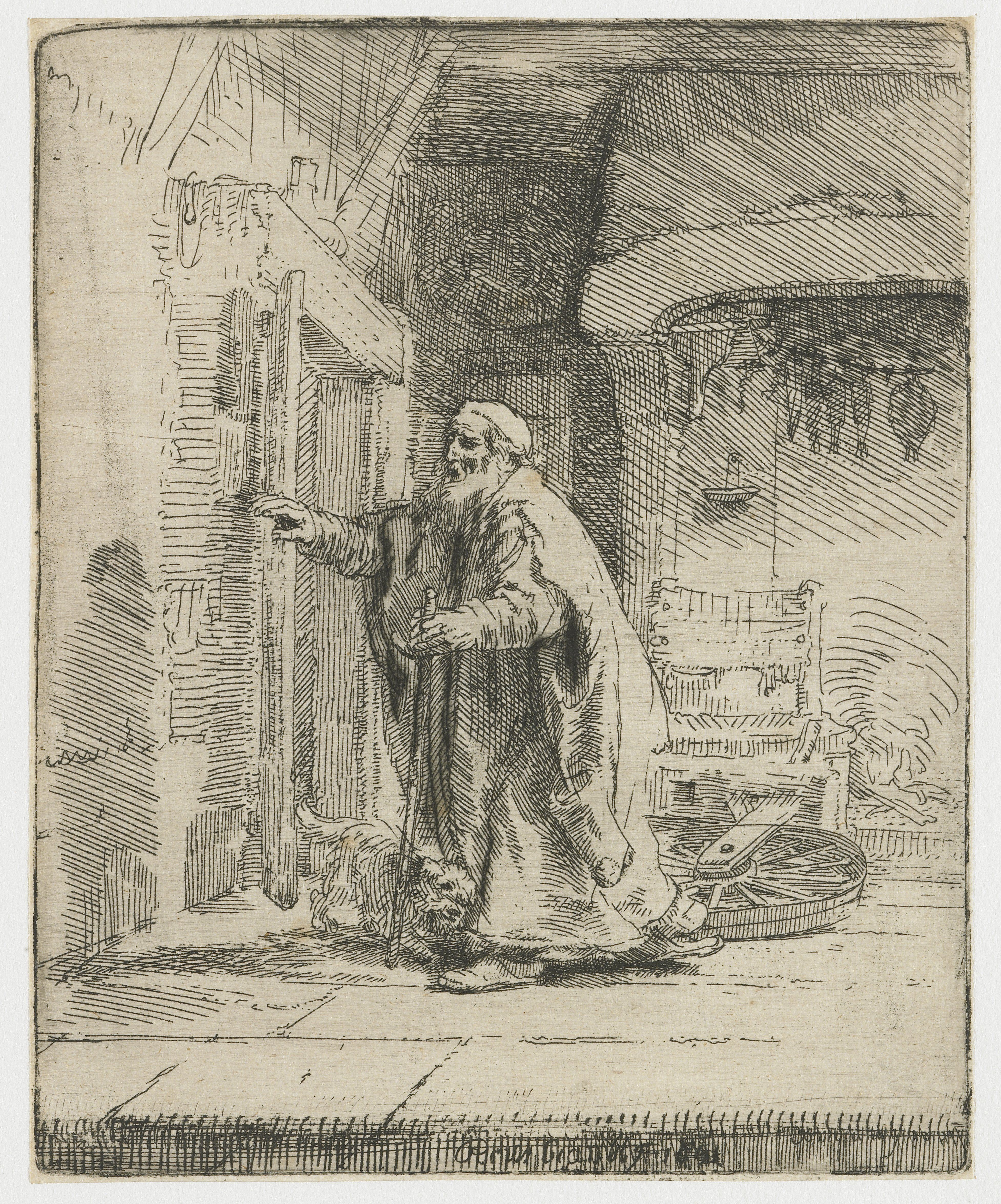
Die Blindheit des Tobias: die größere Platte, 1651, Radierung und Kaltnadel
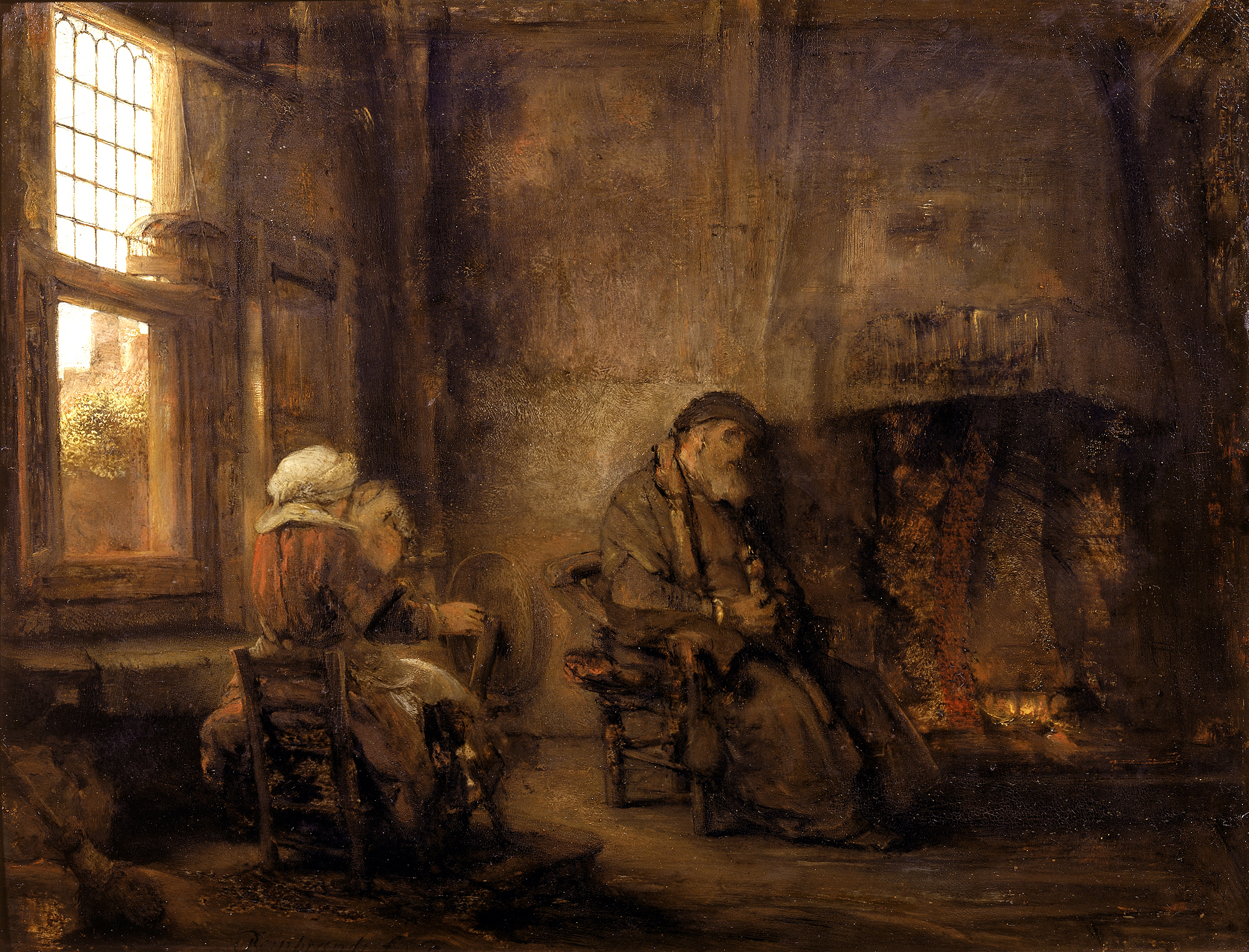
Tobit und Anna erwarten die Rückkehr ihres Sohnes, 1659, Öl auf Eichenholz, Museum Boijmans Van Beuningen, Rotterdam

### Trompe-l’œils im Werk Rembrandts und seiner Umgebung

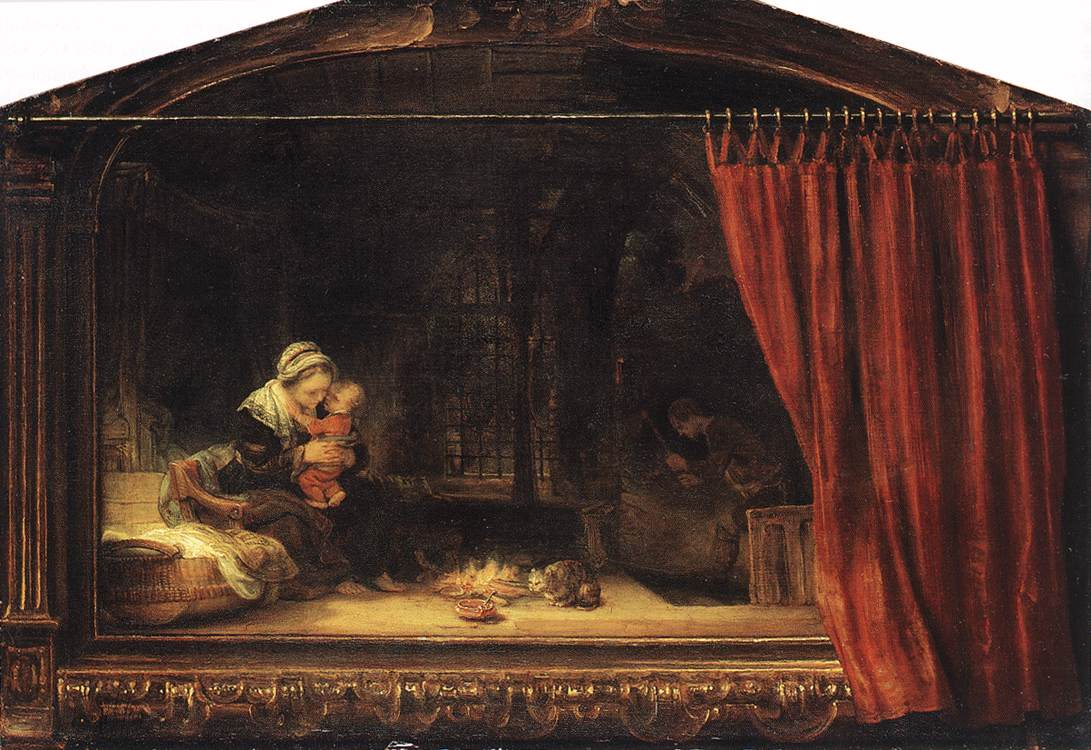
Die Heilige Familie mit dem Vorhang, Rembrandt, 1646, Gemäldegalerie Alte Meister, Kassel

Trompe-l’œils waren in der niederländischen Malerei des Goldenen Zeitalters ein beliebtes Bildmotiv. Im Falle der Jungen Frau im Bett wird Rembrandts Signatur Teil der bildlichen Täuschung, indem der Maler das Ende seines Namenszugs scheinbar in einer Falte des Bettzeugs verschwinden lässt. In ähnlicher Weise hat Rembrandts in seinem Jakobssegen von 1656 das Ende seiner Signatur in der Falte eines Bettlakens verborgen. Dass Rembrandt hier die Signatur zum Teil des Bildes macht, ist für ihn nicht ungewöhnlich. Es sind etwa 40 Gemälde bekannt, in denen er so vorgegangen ist, und häufig hat er seine Signatur perspektivisch verzerrt, um sie einem Untergrund wie einem gebogenen Stück Papier anzupassen.
Trompe-l’œils waren beliebte Bildmotive, insbesondere in der Form gemalter Fenster, aus denen jemand herausschaut oder herausklettert. Insofern ist die Darstellung der Jungen Frau im Bett nicht wirklich innovativ. Ein deutlicher Fortschritt war wenige Jahre später Rembrandts Heilige Familie mit dem Vorhang, in der erstmals ein Rahmen mit Vorhang zum Bildmotiv wurde. Ein solches Motiv hatte es zuvor weder im Werk Rembrandts noch bei anderen niederländischen Malern gegeben.

### Alkoven
Bis weit in das 20. Jahrhundert waren in den Niederlanden Alkoven häufige Einrichtungsgegenstände. Sie zeichneten sich durch eine große Vielfalt aus, von einfachen Holzschränken, deren Öffnung nur mit einem Vorhang verdeckt werden konnte, bis zu großen Konstruktionen mit mehreren Türen und reichen Schnitzereien. Auch bemalte Türen kamen seit dem 16. Jahrhundert vor. Im April 1989 wurde in einem Haus in der Amsterdamer Warmoesstraat, in der Joost van den Vondel Seidenstrümpfe verkauft hatte, eine Holztafel entdeckt, die im späten 16. oder frühen 17. Jahrhundert mit einer Genreszene aus einer Seidenspinnerei bemalt worden ist. Als mutmaßliche Vorlage dieser Malerei konnte eine 1585 entstandenen Radierung nach Jan van der Straet identifiziert werden.
Ernst van de Wetering hält nicht nur Tümpels Deutung als Tobit-Motiv, sondern auch die Verwendung des Gemäldes als Tür eines Alkoven für plausibel. Das 1757 gemalte Porträt des François Tronchin zeigt die Junge Frau im Bett als dünnes Bild ohne Rahmen, und in einem Verzeichnis seiner Sammlung beschreibt Tronchin das Bild als maroufliert.

Holländische Alkoven
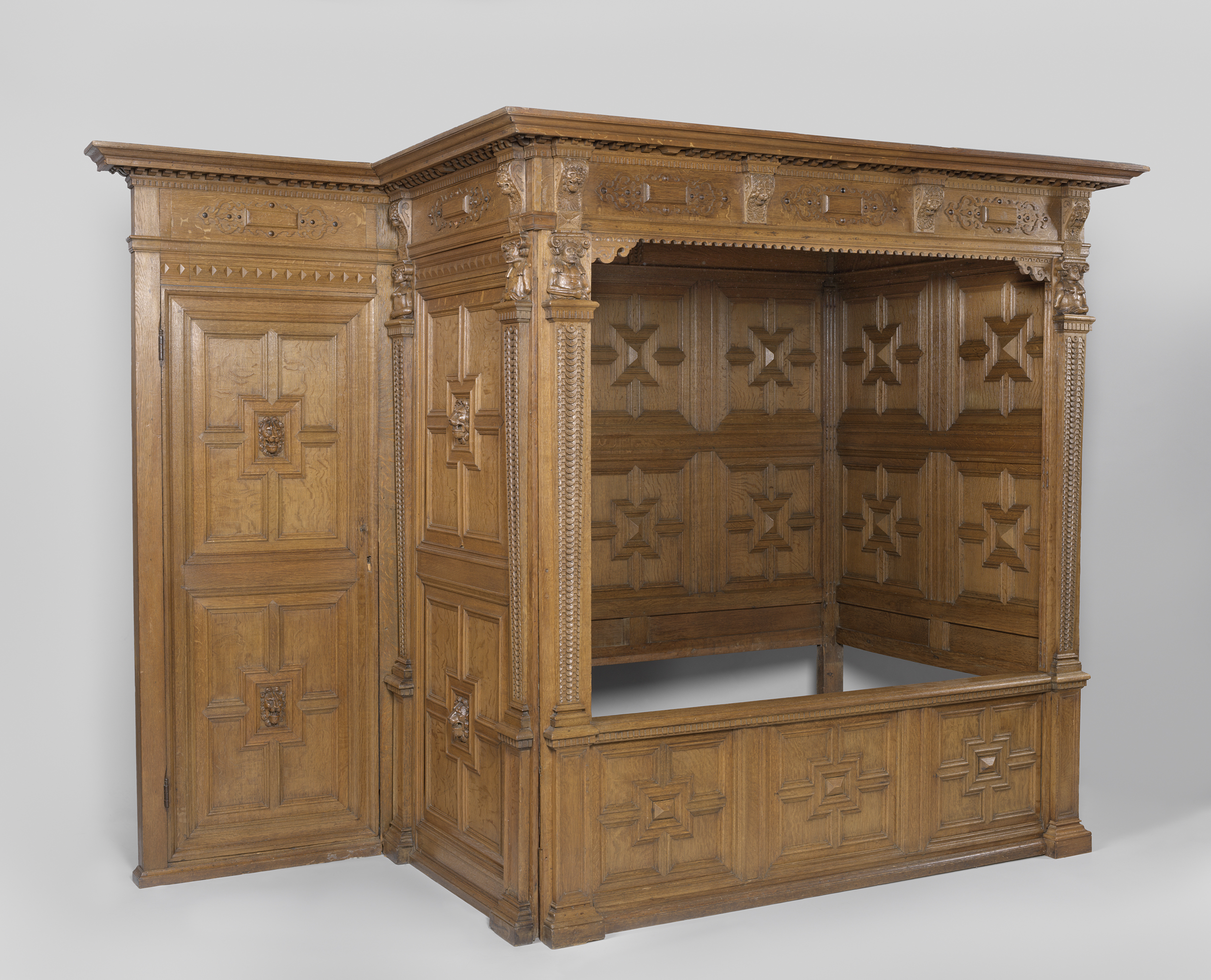
Reich verzierter Alkoven aus Eichenholz, erste Hälfte 17. Jahrhundert, Rijksmuseum Amsterdam
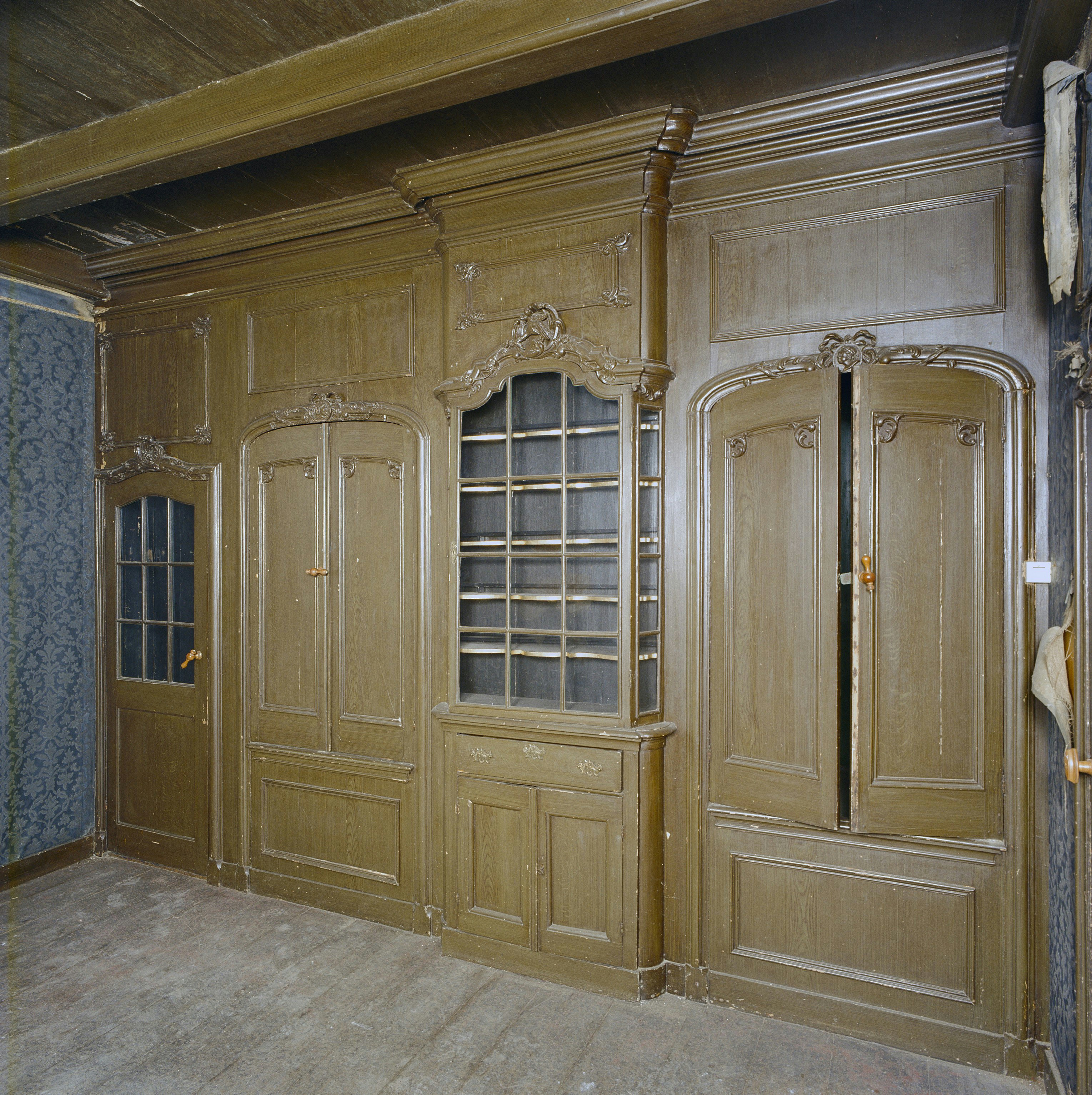
Kammer im Stil des Rokoko, zwei Alkoven mit Türen, Gaastmeer
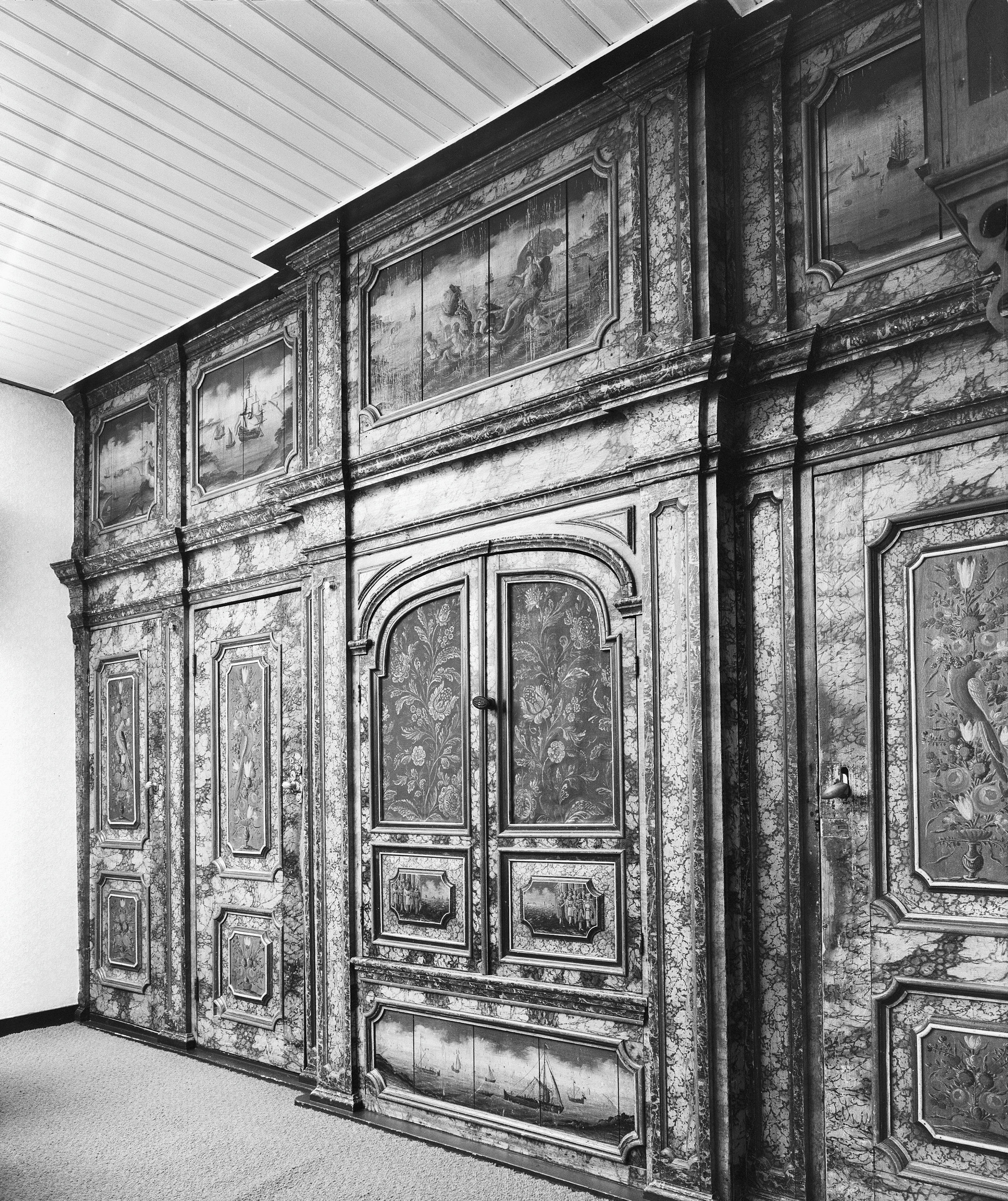
Bemalte Außenflächen eines historischen Alkoven, Hindeloopen
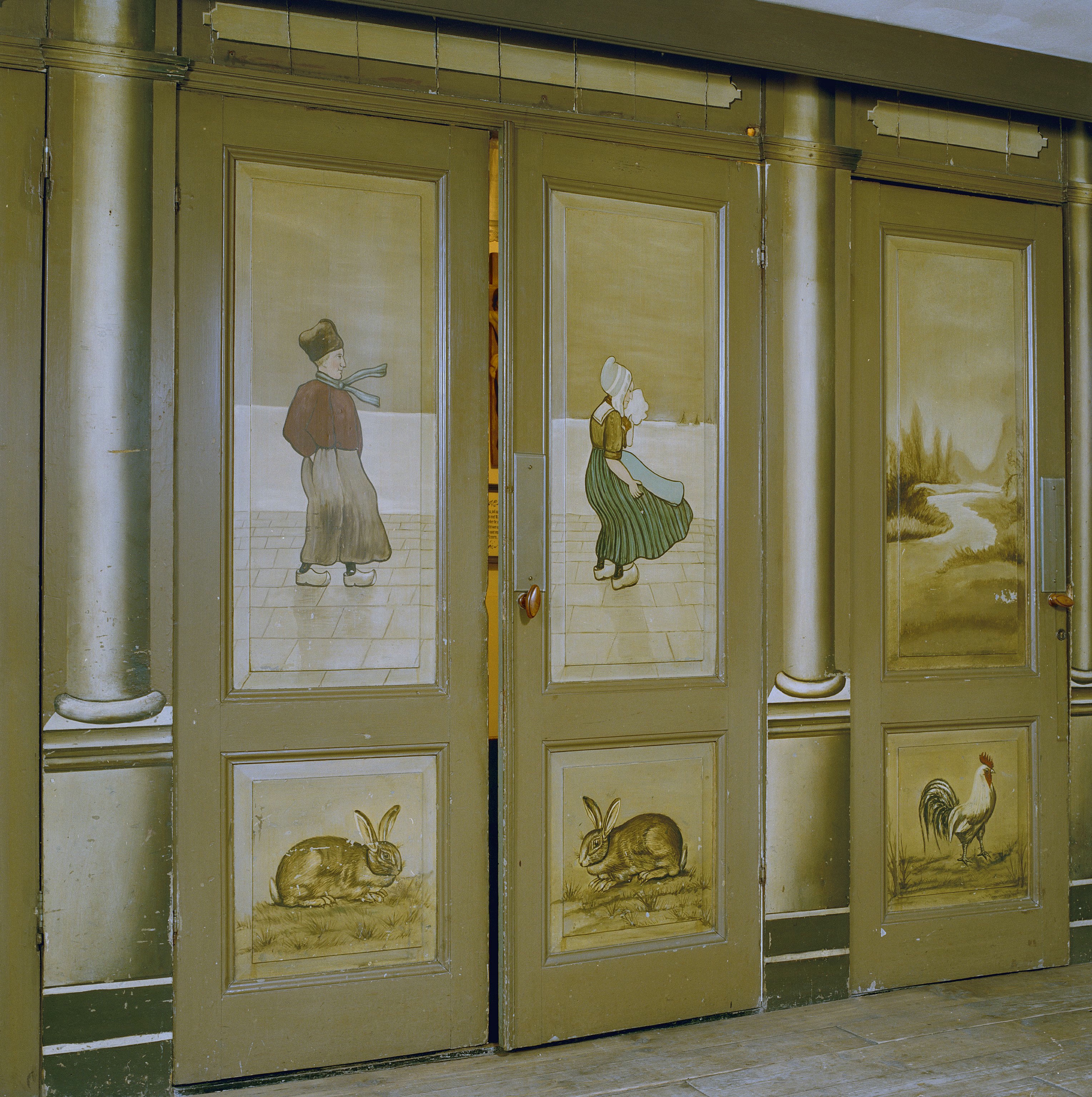
Bemalte Alkoventüren, Nachnutzung in einem Café in Roosendaal, 1999

## Restaurierungen
Im März 1929, unmittelbar nach der Ausstellung Exhibition of Dutch Art 1450–1900 in der Royal Academy of Arts in London, wurde das Gemälde in der Londoner Niederlassung von M Knoedler & Co durch den niederländischen Restaurator A. Martin de Wild gereinigt und der Firnis ersetzt. De Wild verwendete für das Gemälde einen neuen Firnis, dessen Farbton dem der hellsten Stellen des Bildes vor der Reinigung entsprach, um den optischen Eindruck des Gemäldes nicht zu radikal zu verändern. Bei der Reinigung kam de Wild zu dem Schluss, dass die Signatur Rembrandts echt ist. Zudem konnte er die dritte Ziffer der Jahresangabe als 4 statt 5 identifizieren. Entgegen verbreiteten Angaben in der Literatur wurde die Holzunterlage bei dieser Restaurierung nicht entfernt. Die Fugen und Risse der Unterlage wurden mit Paraffin verfüllt und die im Bereich der Fugen abgelöste Farbschicht wieder plan auf der Unterlage befestigt.
1932 wurde die Junge Frau im Bett in Amsterdam während einer Kunstausstellung zum 300-jährigen Bestehen der Universiteit van Amsterdam gezeigt. Bei dieser Gelegenheit untersuchte Martin de Wild das Gemälde erneut. Die Paraffinfüllungen der Risse und Fugen waren durch das Arbeiten des Holzes bei schwankender Temperatur und Luftfeuchtigkeit herausgedrückt worden und hatten die Farbschicht wieder angehoben. Es bestand die Befürchtung, dass die Holztafel in ihre Einzelteile zerfallen könnte. Als einziger dauerhafter Schutz davor wurde das Entfernen der Holztafel und das Doublieren der Leinwand angesehen. Die Leitung der National Gallery of Scotland beriet sich mit niederländischen Experten wie Frederik Schmidt-Degener und David Röell vom Rijksmuseum Amsterdam und Dirk Hannema vom Museum Boijmans Van Beuningen in Rotterdam. Man beschloss, die Arbeiten unmittelbar nach der Ausstellung in Den Haag durchführen zu lassen. Martin de Wild entfernte die Holzunterlage und doublierte die Leinwand mit zwei Lagen neuer Leinwand, die in Wachs und Harz getränkt waren. Nach dem Doublieren wurde der 1929 aufgebrachte Firnis entfernt und durch einen helleren ersetzt. Einige alte Restaurierungen mussten wiederholt werden.
1966 wurde der erneut vergilbte Firnis ausgewechselt. Dabei wurden alte Übermalungen entfernt und Schadstellen ausgebessert.

## Verbundene Werke

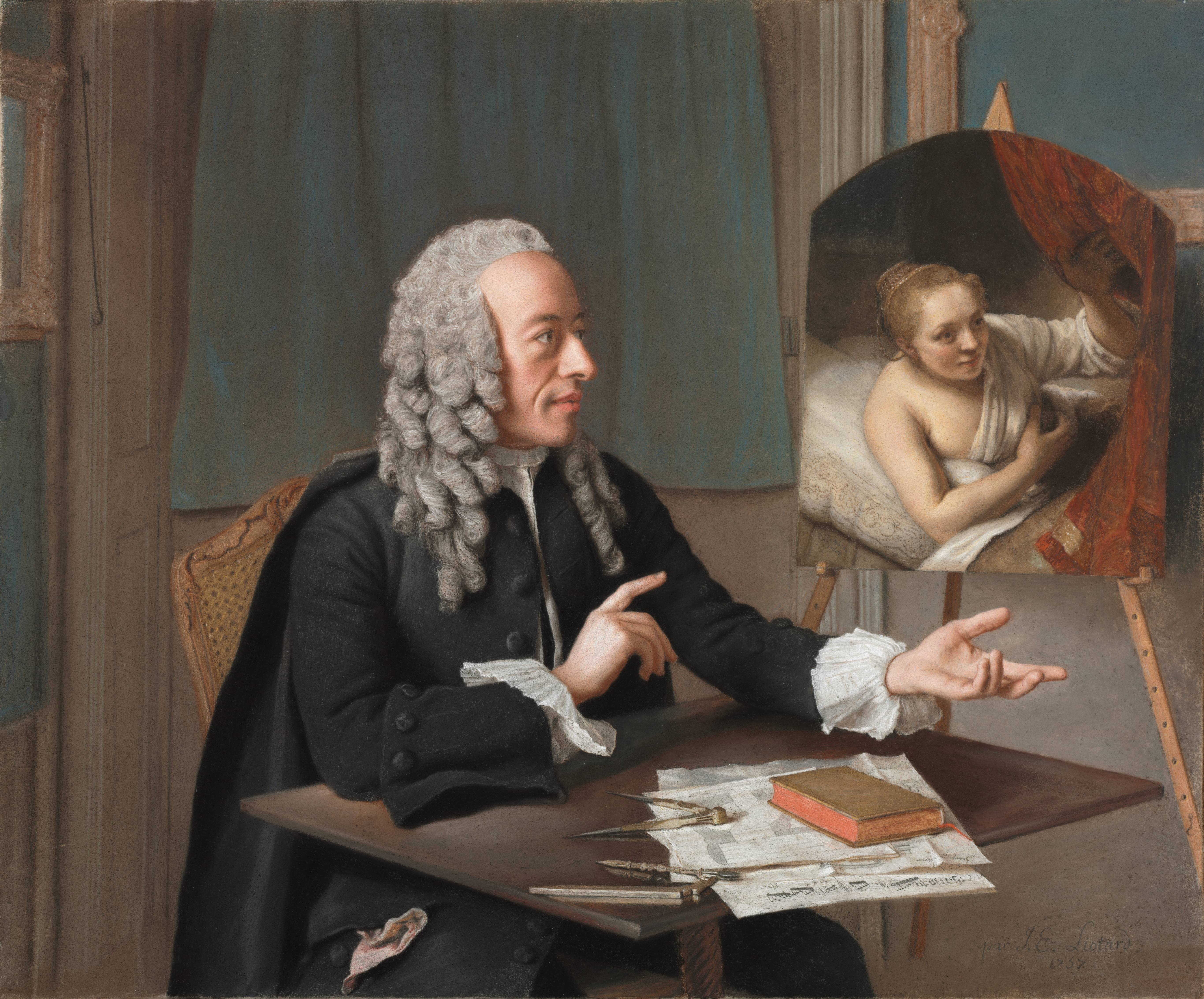
Porträt des François Tronchin mit seinem Rembrandt-Gemälde „Junge Frau im Bett“, Jean-Étienne Liotard, 1757, Cleveland Museum of Art

### Gemälde
Das bedeutendste mit der Jungen Frau im Bett in Zusammenhang stehende Werk ist das Porträt des François Tronchin mit seinem Rembrandt-Gemälde „Junge Frau im Bett“ des Franzosen Jean-Étienne Liotard. Darauf ließ sich der Genfer Anwalt, Politiker und Kunstsammler François Tronchin mit seinem Rembrandt darstellen. Die Pastellmalerei auf Vellum gilt als eine der besten Arbeiten Liotards.

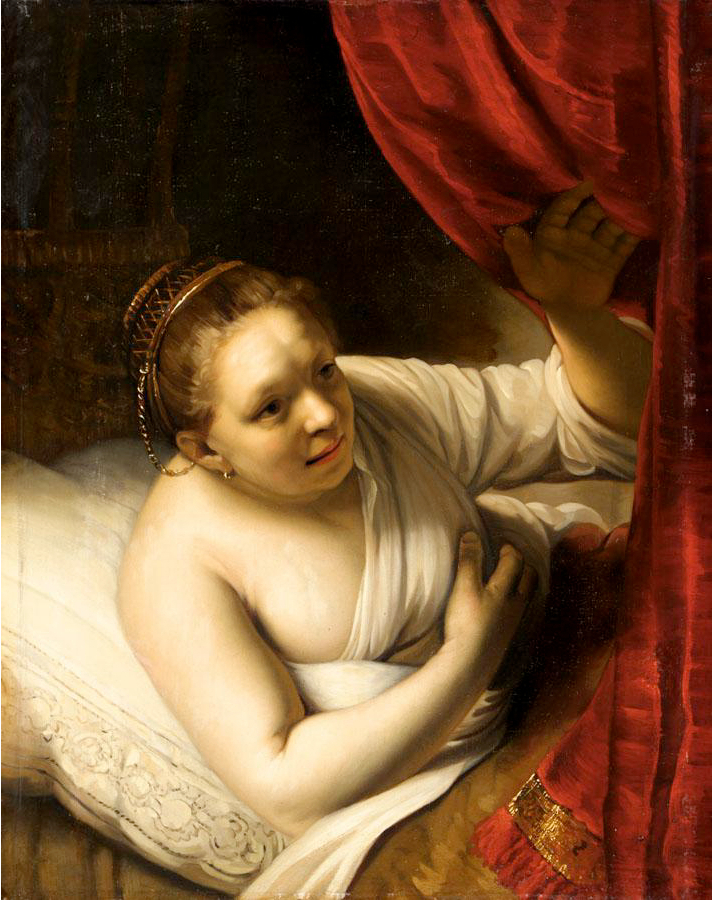
Kopie, Öl auf Leinwand, 81,0 × 64,5 cm, bei Sotheby’s 2004 angeboten

Eine Kopie von Rembrandts Gemälde wurde am 6. Juli 2004 von dem britischen Auktionshaus Sotheby’s in London mit einem Schätzpreis von 3.000 bis 5.000 Pfund Sterling angeboten, aber nicht verkauft. Rückseitig war in späterer Hand notiert: 31./Ferdinand Boll. (Overtort-Bagside 1954 P. Flemming). Diese Kopie wurde 1969 von Horst Gerson in seiner Überarbeitung des Werkverzeichnisses von Abraham Bredius erwähnt und abgebildet.

### Zeichnungen und Drucke
Von Richard Cooper sind zwei Bleistiftzeichnungen erhalten, die offenbar als Entwürfe für ein seitenverkehrtes Mezzotinto aus dem Jahr 1781 dienten. Der Illustrator Paul Jonnard fertigte einen Holzschnitt, der 1893 als Illustration eines Artikels über Hendrickje Stoffels im Magazine of Art erschien.

Zeichnungen und Drucke
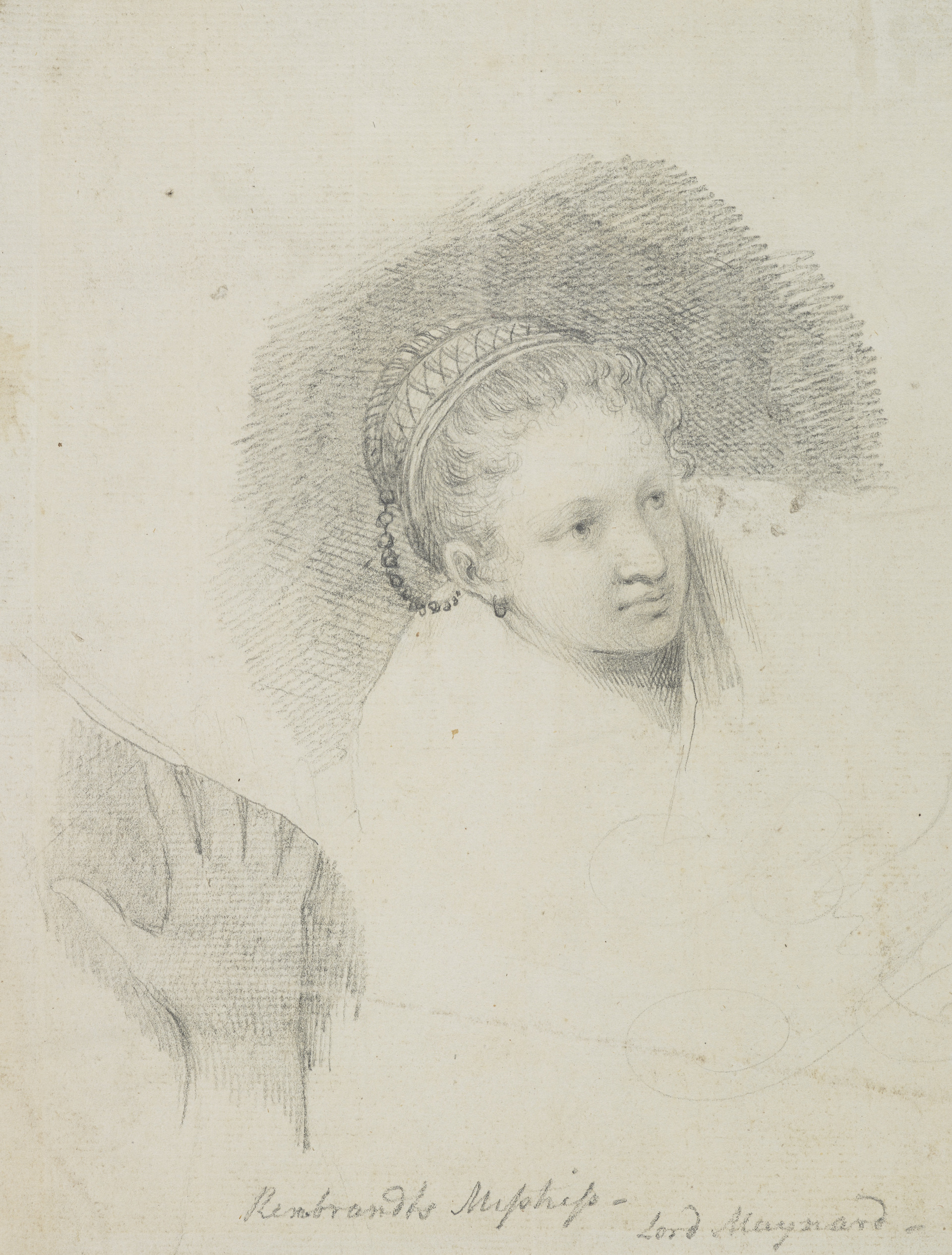
Richard Cooper II, Zeichnung, offenbar Entwurf, ca. 1780, Bleistift auf Papier, 22,4 cm × 16,9 cm, National Galleries of Scotland
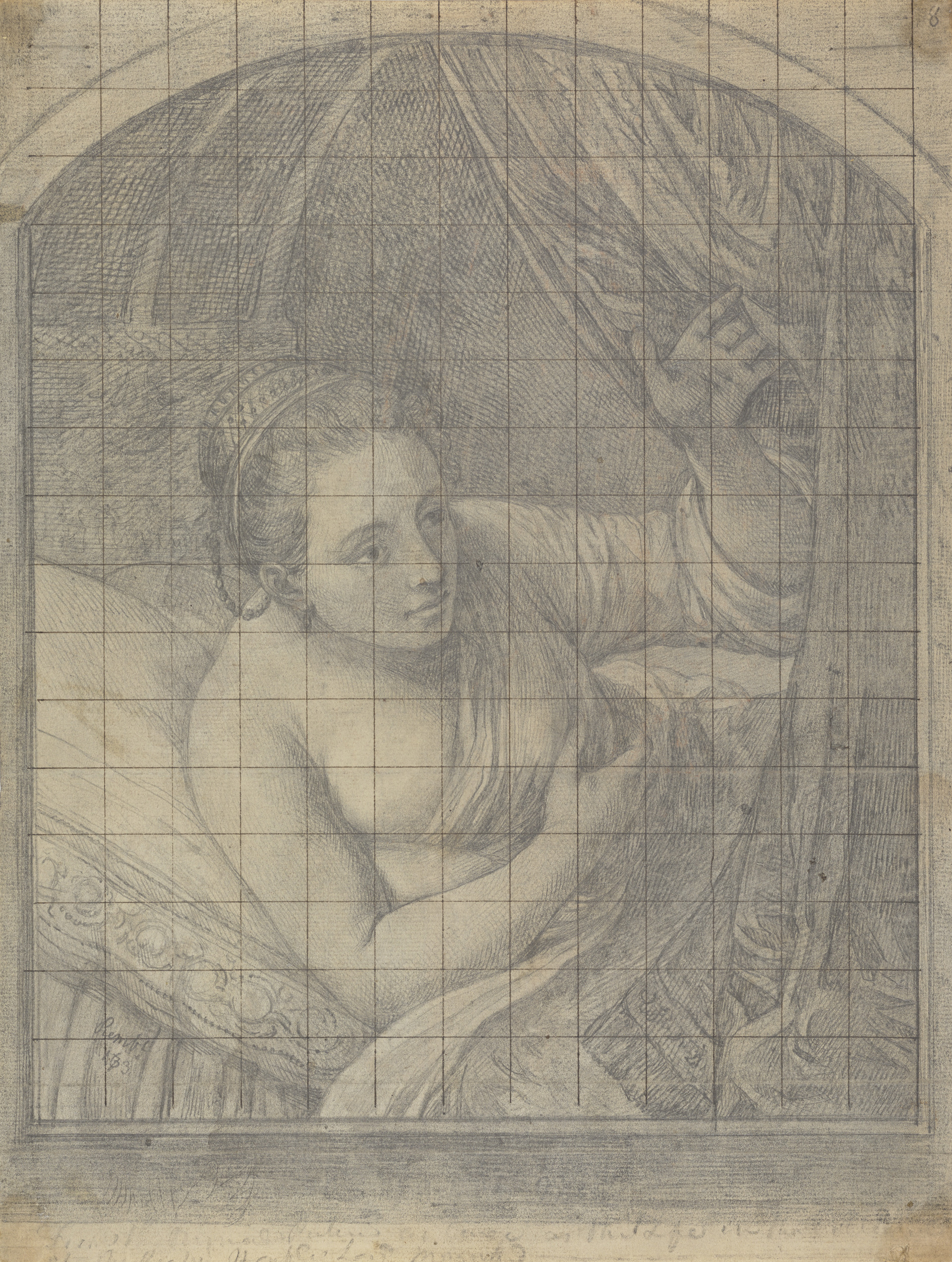
Richard Cooper II, Zeichnung, ca. 1780, Bleistift auf Papier, 29,3 cm × 22,3 cm, National Galleries of Scotland
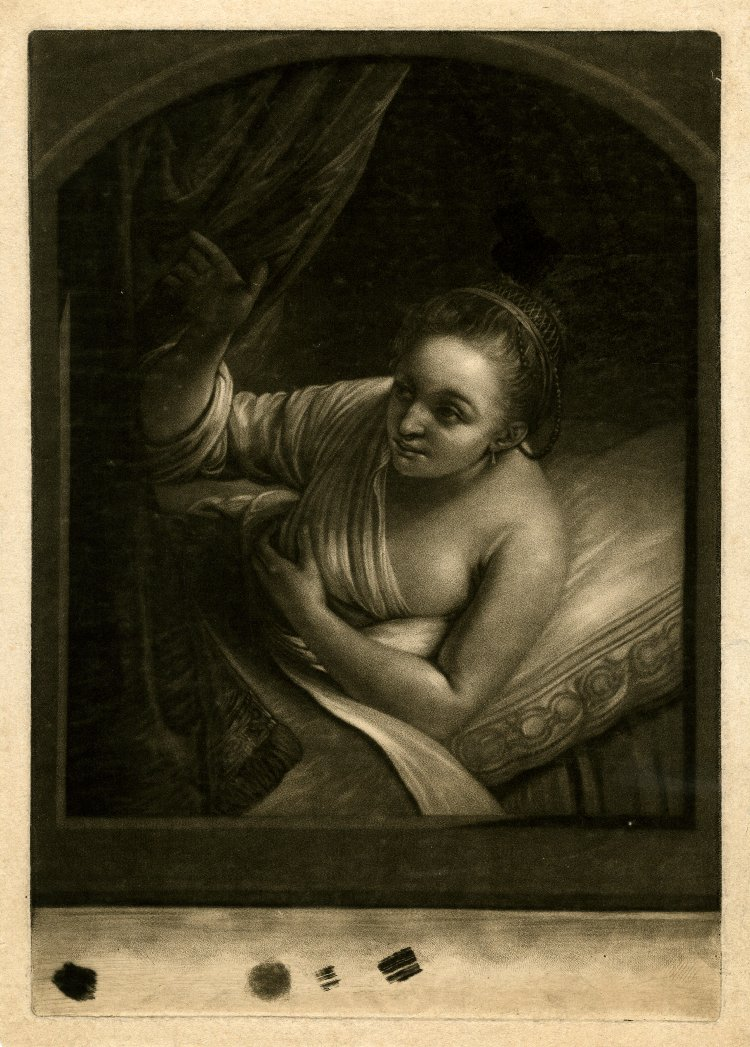
Richard Cooper II, Mezzotinto, 1781, Probeabzug, 23,7 cm × 22,9 cm
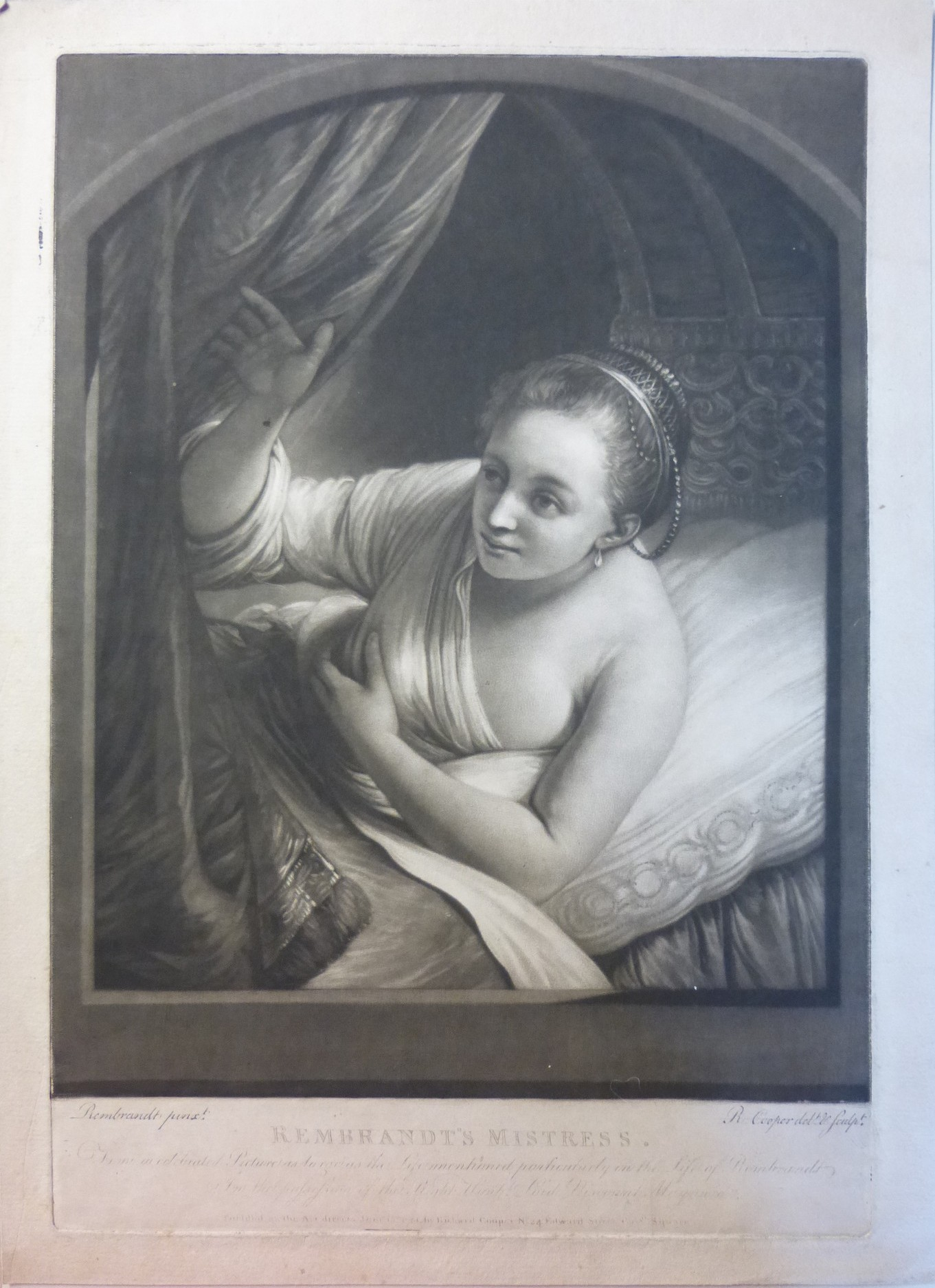
Richard Cooper II, Mezzotinto, 1781
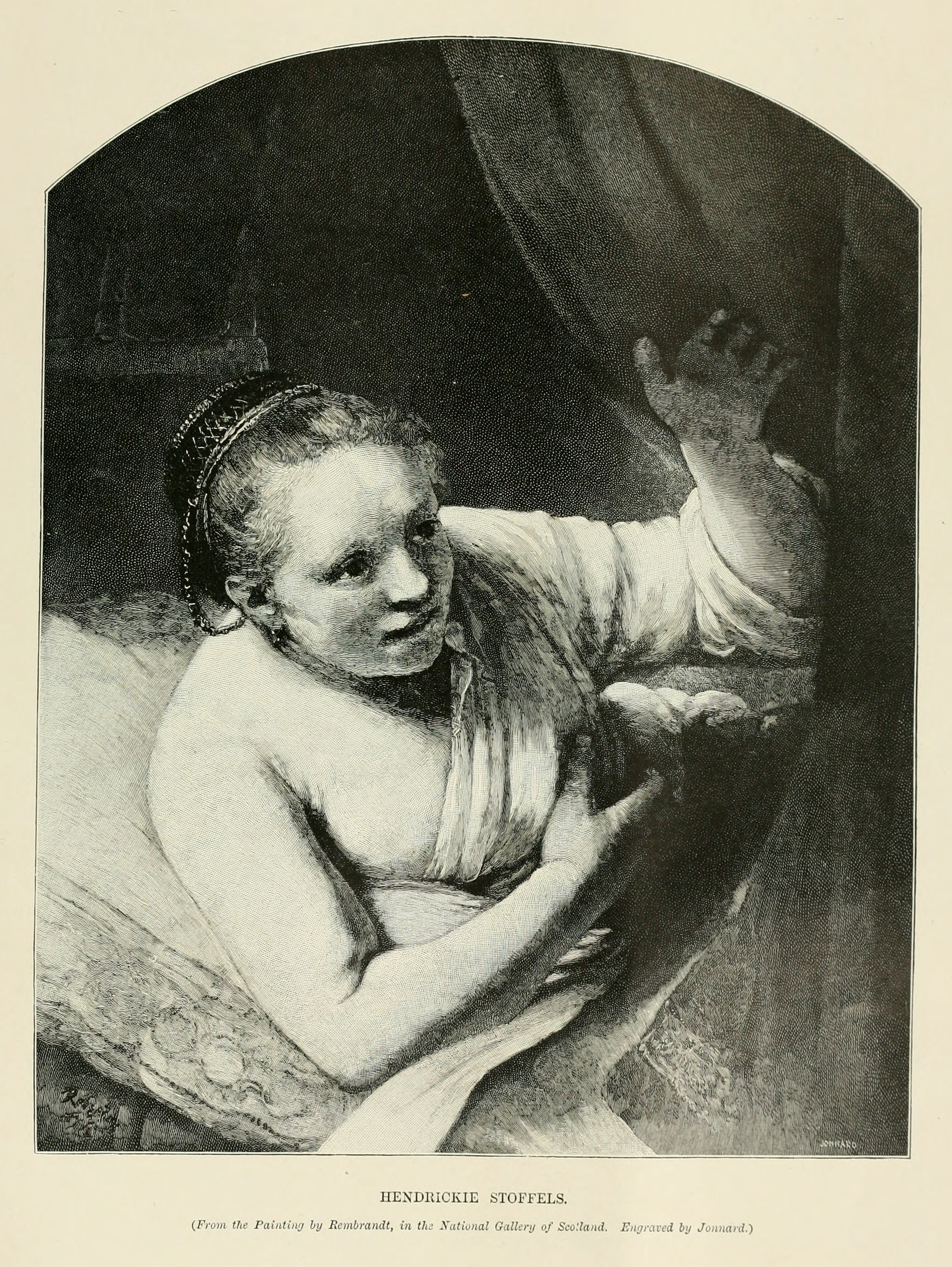
Paul Jonnard, Holzschnitt aus dem Magazine of Art, 1893

## Rezeption
Als ein seit Jahrhunderten bekanntes Werk Rembrandts ist die Junge Frau im Bett in allen Werkverzeichnissen aufgeführt, die Authentizität des Gemäldes wurde nie in Frage gestellt. Cornelis Hofstede de Groot nahm das Gemälde mit der Nummer 305 in sein Werkverzeichnis auf. Im Werkverzeichnis von Abraham Bredius aus dem Jahr 1935 ist das Gemälde mit der Nummer 110 aufgeführt. Kurt Bauch vergab 1966 die Nummer 266. Horst Gerson übernahm die Nummer 110 in seiner Bearbeitung der Neuauflage von Bredius’ Verzeichnis und nahm das Bild in seinem eigenen Katalog mit der Nummer 227 auf. Christian Tümpel führt die Junge Frau im Bett als Nummer 23 in seinem 1986 veröffentlichten Katalog auf.
Das Rembrandt Research Project gelangte zunächst nicht bis zur Besprechung des Gemäldes, im fünften Band von 2011 wird es nur beiläufig mit Rembrandts Danaë genannt. Erst im 2015 erschienenen letzten Band wurde auch die Junge Frau im Bett durch Ernst van de Wetering auf weniger als zwei Seiten beschrieben, das Gemälde erhielt die Nummer 194.

## Provenienz
Der früheste dokumentierte Besitzer des Gemäldes ist Viktor Amadeus I. von Savoyen-Carignan (1690–1741), der Fürst von Carignan. Als dessen Sammlung am 30. Juli 1742 und am 18. Juli 1743 in Paris versteigert wurde, war das Gemälde nicht im Auktionskatalog aufgeführt. Der englische Kunsthändler William Buchanan (1777–1864) gab dazu an, dass Viktor Amadeus I. das Gemälde zum Dank für die erfolgreiche Inokulation der sardischen Königsfamilie dem Arzt Théodore Tronchin geschenkt hat. Über den genauen Zeitpunkt dieser Schenkung macht er keine Angaben. Auch über die Umstände, unter denen das Gemälde in den Besitz von Théodores Cousin François Tronchin gelangte, ist nichts bekannt.
Die Familie Tronchin war eine der bedeutendsten Genfer Familien des 18. Jahrhunderts. François Tronchin (1704–1798) wurde zunächst Bankier, dann Schriftsteller und wurde 1738 in den Kleinen Rat der Stadtrepublik Genf gewählt. 1740 begann Tronchin mit dem Aufbau seiner (ersten) Gemäldesammlung, die er 1770 durch Vermittlung von Denis Diderot an Katharina II. verkaufte. Tronchin pflegte engen Kontakt zu Voltaire. 1755 half er ihm, die Erlaubnis zum Aufenthalt in der Stadtrepublik Genf zu erlangen, und ab 1765 bewohnte er dessen früheres Haus Les Délices, in dem heute das Musée Voltaire untergebracht ist. Tronchin war ein bedeutender Mäzen, durch ihn wurde der Genfer Maler Jean-Étienne Liotard mit mehreren Porträts von Mitgliedern der Familie Tronchin beauftragt. 1757 ließ François Tronchin sich von Liotard mit der Jungen Frau im Bett porträtieren.
Um 1765 ging das Gemälde in den Besitz des venezianischen Conte Vitturi über, Buchanan zufolge im Austausch für Gemälde italienischer Meister. Im gedruckten Katalog der Sammlung Tronchins aus dem Jahr 1765 ist das Gemälde nicht aufgeführt, aber das Manuskript des Katalogs weist es als Nr. 25 aus.
Etwa 1776 erwarb der Londoner Kunsthändler Thomas Moore Slade (1749–1831) das Gemälde, der es um 1790 an Charles Maynard, 2. Viscount Maynard (1751–1824) verkaufte. Auf ungeklärte Weise gelangte das Gemälde vor 1836 an Lady Mildmay in London und durch Erbschaft an Henry St John-Mildmay, 5. Baronet (1810–1902), der es 1883 in London in der Winterausstellung der Royal Academy of Arts ausstellte. Später befand sich das Gemälde in der Sammlung des Londoner Kunsthändlers Samson Wertheimer (1811–1892). Am 19. März 1892 wurde es von Samsons Sohn Charles J. Wertheimer (1842–1911) bei Christie’s in London versteigert. Es wurde dort für 5000 Guinees an einen Mr. Haynes und wenige Tage später für 5775 Pfund Sterling an den schottischen Brauereiunternehmer, Politiker und Mäzen William McEwan (1827–1913) verkauft. Dieser schenkte es im selben Jahr der National Gallery of Scotland in Edinburgh.

## Ausstellungen (chronologisch)
- Royal Academy of Arts, London, England, 1883. Winterausstellung alter Meister, Katalognr. 235.[3]
- Royal Academy of Arts, Burlington House, London, England, 1929. Ausstellung Exhibition of Dutch Art 1450–1900 (deutsch: Ausstellung holländischer Kunst 1450–1900), Katalognr. 115.
- Rijksmuseum Amsterdam, Niederlande, 1932. Ausstellung Rembrandt tentoonstelling ter plechtige herdenking van het 300-jarig bestaan der Universiteit van Amsterdam (deutsch: Rembrandt-Ausstellung zum feierlichen Gedenken des 300-jährigen Bestehens der Universiteit van Amsterdam), Katalognr. 24.
- Rijksmuseum Amsterdam, Niederlande, 1969. Ausstellung Rembrandt 1669/1969, Katalognr. 7.
- Musée Rath, Genf, 1974. Ausstellung De Genève à l’Ermitage. Les collections de François Tronchin (deutsch: Von Genf zur Eremitage. Die Sammlungen von François Tronchin), Katalognr. 200.
- Altes Museum, Berlin, 1991. Ausstellung Rembrandt. Der Meister und seine Werkstatt, Katalognr. 36.
- National Gallery of Scotland, Edinburgh, Schottland, 1992. Ausstellung Dutch art and Scotland. A reflection of taste (deutsch: Holländische Kunst und Schottland. Eine Reflexion über den Geschmack), Katalognr. 50.
- National Gallery of Victoria, Melbourne, Australien, 1997. Ausstellung Rembrandt. A genius and his impact (deutsch: Rembrandt. Ein Genie und seine Wirkung), Katalognr. 14.
- National Gallery of Scotland, Edinburgh, Schottland, 2001; Royal Academy of Arts, Burlington House, London, England, 2001. Ausstellung Rembrandt’s women (deutsch: Rembrandts Frauen), Katalognr. 100.
- Gemäldegalerie, Berlin, 2006. Ausstellung Rembrandt – Genie auf der Suche, Katalognr. 43.
- Scottish National Gallery, Edinburgh, Schottland, 2018. Ausstellung Rembrandt. Britain’s discovery of the master (deutsch: Rembrandt. Die britische Entdeckung des Meisters), Katalognr. 9.